# Rudolf Jakubek
Rudolf Alois Jakubek (* 5. Oktober 1902 in Königsberg an der Eger; † 21. November 1968 in Bayreuth) war ein deutscher Maler und Grafiker.
Rudolf Jakubek, Sohn des gleichnamigen Vaters, der ebenfalls Grafiker war, studierte 1922/23 zunächst in München Theaterwissenschaft bei Artur Kutscher und Kunstgeschichte bei Heinrich Wölfflin. Von 1923 bis 1927 besuchte er an der Akademie der Bildenden Künste, Prag unter anderem die Meisterkurse bei August Brömse. Von 1933 bis 1938 arbeitete er als Kunsterzieher in Teplitz. 1939 zum Kriegsdienst eingezogen, folgten 1945, nach Ende des Zweiten Weltkriegs eine Internierung durch tschechischer Behörden. 1948 gelangte er mit seiner Familie als Heimatvertriebener in ein Flüchtlingslager in Bindlach bei Bayreuth. Von 1953 bis zu seinem Tod 1968 lebte und arbeitete er in Laineck.
Rudolf Jakubeks Darstellungsweise ist gegenständlich und aphoristisch. Häufig interpretierte er Themen mythologischer Ikonographie in phantastisch-realistischen Bildschöpfungen neu. Als versierter Zeichner bediente er sich meist Feder und Tusche, Bleistift und Holzgriffel. Rudolf Jakubek zählt zu den Gründern der Freien Gruppe Bayreuth. Das Kunstforum Ostdeutsche Galerie in Regensburg bewahrt ein großes Konvolut seiner Arbeiten, bestehend aus Landschaften und Visionen, Buchillustrationen, u. a. Eulenspiegel, Simplizissimus, Woyzeck.